# Sinaphaenopoides zhaoyiae
Sinaphaenopoides zhaoyiae (лат.) — вид пещерных жуков-трехин, единственный представитель монотипического рода Sinaphaenopoides из семейства жужелицы (Carabidae). Эндемик Китая. Название вида дано в честь Ms. Yi Zhao, коллектора типовой серии. Родовое название указывает на сходство между этим родом и родом Sinaphaenops.

## Распространение
Китай (Хунань, Chenzhou Shi). Известен только из пещеры Zhongguo Dong в пригороде Чэньчжоу Ши.

## Описание
Слепые троглобионты с длинными 11-члениковыми усиками и тонкими ногами. Длина 5,8—6,3 мм; ширина 1,6—1,7 мм. Тело коричневое до тёмно-коричневого, но ротовые щупики и лапки бледнее; умеренно блестящее; голова с несколькими редкими длинными волосками на темени и щеках, переднеспинка и надкрылья голые; вентрит покрыт коротким опушением; микроскульптурные гравированные сетки умеренно поперечные на лабруме, голове и шейном перегибе, полосатые на остальной части головы, переднеспинке и надкрыльях. Голова удлинённая, почти в два раза длиннее своей ширины.
Sinaphaenopoides похож на род Sinaphaenops Uéno & Wang, 1991, распространенный в Гуйчжоу и на севере большей части Гуанси, как по форме тела, так и по хаетотаксии. Однако между ними существует большой географический разрыв. Например, пещера Zhongguo Dong, местонахождение Sinaphaenopoides, находится примерно в 500 км от пещеры Laji Dong (Libo Xian, юго-восточная Гуйчжоу), которая является местонахождением S. wangorum Uéno & Ran, 1998, самым восточным для вида Sinaphaenops. Однако Sinaphaenopoides имеет несколько отличных от Sinaphaenops характеристик, имеющих родовое значение, помимо менее удлинённых и тонких ног и усиков, таких как: (1) голова с тремя парами лобных сетчатых пор у Sinaphaenopoides, против только одной или двух пар лобных сетчатых пор у Sinaphaenops; (2) скапус усиков длиннее, чем педицель у Sinaphaenopoides против более короткого у Sinaphaenops; и (3) надкрылья умеренно выпуклые у Sinaphaenopoides, с более или менее прослеживающимися полосами, по сравнению с сильно выпуклыми надкрыльями и полным исчезновением полос у Sinaphaenops. Возможно, Sinaphaenopoides филогенетически родственен подроду Dongaphaenops Deuve & Tian, 2014 в составе Sinaphaenops, поскольку они имеют следующие общие характеристики: (1) голова покрыта редкими волосками, с более короткими усиками, которые простираются только до вершины надкрылий; (2) ментум и субментум слиты; и (3) пронотум с двумя парами латеро-маргинальных пор. Филогенетический анализ, основанный на молекулярных данных, позволил предположить, что Dongaphaenops является независимым родом. Вид был впервые описан в 2023 году китайскими энтомологами (Mingyi Tian, Sunbin Huang, Xinyang Jia; Department of Entomology, College of Plant Protection, South China Agricultural University, Гуанчжоу, Китай).